# Lee Morgan
Lee Morgan (Filadelfia, 10 luglio 1938 – New York, 19 febbraio 1972) è stato un trombettista hard bop statunitense.

## Biografia
Nacque a Filadelfia, in Pennsylvania (USA). Debuttò giovanissimo nella big band di Dizzy Gillespie, per poi passare nei Jazz Messengers di Art Blakey ("Moanin'", The Big Beat, "A Night in Tunisia"). Iniziò parallelamente a incidere da sideman e leader con l'etichetta discografica Blue Note: Blue Train (a nome di John Coltrane), Night Dreamer (di Wayne Shorter), Candy (quartetto con Sonny Clark), The Sidewinder (con Joe Henderson), At the Lighthouse (1968, ora un triplo cd con Bennie Maupin, Harold Mabern, Jymie Merritt, Mickey Roker). Lo stile "hot" fluente, virtuosistico e intensamente espressivo fa di Lee Morgan uno dei maestri dell'hard bop, cresciuti alla scuola di Dizzy Gillespie ed eredi della fondamentale lezione di Clifford Brown. Lo stile di Lee Morgan è stato un esempio per i campioni dello strumento della sua generazione o di poco più giovani, come Freddie Hubbard, Charles Tolliver e Woody Shaw, oltre che per i giovani leoni della tromba, come Wynton Marsalis o il compianto Roy Hargrove.
Morì per mano della moglie, ucciso da un colpo di pistola al termine di un concerto.

## Discografia

### 1956
- Indeed! (Blue Note BLP 1538)
- The Complete Blue Note Lee Morgan Fifties Sessions (Mosaic MR6-162)
- Introducing Lee Morgan (Savoy MG 12091)
- Hank Mobley with Donald Byrd and Lee Morgan (Blue Note BLP 1540)
- Lee Morgan, Volume 2: Sextet (Blue Note BLP 1541)

### 1957
- Lee Morgan, Vol. 3 (Blue Note BLP 1557)
- City Lights (Blue Note BLP 1575)
- The Cooker (Blue Note BLP 1578)
- Candy (Blue Note BLP 1590)

### 1958
- Peckin' Time (Blue Note BLP 1574) con Hank Mobley

### 1959
- The Complete Vee Jay Lee Morgan-Wayne Shorter Sessions (Mosaic, MD6-202)
- Paris Jam Session (Fontana, 680 207)

### 1960
- Here's Lee Morgan (Vee-Jay, VJLP 3007)
- Lee-Way (Blue Note BLP 4034)
- More Birdland Sessions (Fresh Sound (Sp) FSCD 1029)
- The Best of Birdland, Vol. 1 (Roulette SR 52094) con John Coltrane
- Expoobident (Vee-Jay LP 3015)

### 1962
- Take Twelve (Jazzland Records, JLP 80)

### 1963
- The Sidewinder (Blue Note BLP 4157)

### 1964
- Search for the New Land (Blue Note BLP 4169)
- Tom Cat (Blue Note LT 1058)

### 1965
- The Rumproller (Blue Note BLP 4199)
- The Gigolo (Blue Note BST 84212)
- Cornbread (Blue Note BLP 4222)
- Infinity (Blue Note LT 1091)

### 1966
- Delightfulee (Blue Note BLP 4243)
- Charisma (Blue Note BST 84312)
- The Rajah (Blue Note BST 84426)

### 1967
- Standards (Blue Note CDP 7243 8 23213-2)
- Sonic Boom (Blue Note LT 987)
- The Procrastinator (Blue Note BN-LA 582-J2)
- The Sixth Sense  (Blue Note BST 84335)

### 1968
- Taru (Blue Note LT 1031)
- Caramba! (Blue Note CDP 7243 8 53358-2)
- Live in Baltimore 1968 (Fresh Sound (Sp) FSCD 1037) con Clifford Jordan

### 1970
- Live at the Lighthouse (Blue Note BST 89906)
- Speedball (Trip Records TLP 5020)
- One of a Kind (Trip TLP 5029)
- All That Jazz (DJM DJLM 8007)

### 1971
- Lee Morgan (Blue Note BST 84901)

### 1972
- We Remember You (Fresh Sound (Sp) FSCD 1024)